# Compagnie du chemin de fer de Paris à Strasbourg
La compagnie du chemin de fer de Paris à Strasbourg est une société anonyme créée en 1845 pour la concession de la ligne de Paris à Strasbourg. En absorbant d'autres chemins de fer, elle disparaît en 1854 lors d'une fusion avec la Compagnie du chemin de fer de Montereau à Troyes pour laisser place à la compagnie des chemins de fer de l'Est.

## Chronologie
- Création le 17 décembre 1845[1]
- Disparition le 21 janvier 1854[2]